# Anna Terék
Anna Terék (ur. 22 marca 1984 w Bačkiej Topoli, Jugosławia) – węgierska poetka, dramatopisarka, psycholożka.

## Życiorys
Urodziła się w 1984 r. w Bačkiej Topoli na terenie Wojwodiny w ówczesnej Jugosławii (obecnie Serbia). Szkołę podstawową ukończyła w rodzinnym mieście, a następnie uczęszczała do liceum w Suboticy. W 2012 roku uzyskała dyplom z psychologii oraz doradztwa i psychologii szkolnej na Wydziale Psychologii i Pedagogiki Uniwersytetu im. Loránda Eötvösa w Budapeszcie. Od 2015 roku pracuje jako psycholog szkolny.

## Twórczość
Jej pierwszy tom o tytule Mosolyszakadás został wydany w 2007 roku. W 2011 roku opublikowała drugi tom zatytułowany Duna utca, za który w tym samym roku otrzymał Nagrodę Ervina Sinkó. Jej pierwsza sztukę pod tytułem Jelentkezzenek a legjobbak! / Neka se jave najbolji! zaprezentowano w 2013 roku w Serbskim Teatrze Narodowym w Nowym Sadzie. W 2016 roku ukazał się zbiór dramatów Vajdasági lakodalom, a jej najnowszy tom wierszy Halott nők ukazał się wiosną 2017 roku.

## Publikacje

### Samodzielne tomy
- Halott nők. Versek, Forum Könyvkiadió, Nowy Sad 2017.
- Vajdasági lakodalom. Drámák, Forum Könyvkiadó, Nowy Sad 2016.
- Duna utca. Összefüggő versek, Forum Könyvkiadó, Nowy Sad 2011.
- Mosolyszakadás, Artystyczna Scena Jánosa Sziveriego, Muzsla 2007 (Sikoly-művek).

### Antologie
- Az és versei – 2017, Magyar Napló, Budapeszt 2017.
- Az és versei – 2016, Magyar Napló, Budapeszt 2016.

## Nagrody
- Stypendium Zsigmonda Móricza (2015)
- Nagroda Ervina Sinkó (2011)
- Stypentium Istvána Örkénya (2017)
- Könyvnívódíj, Węgierska Akademia Sztuki (2017)[3]
- Nagroda Jánosa Sziveriego (2018)[4]

## Recenzje
- Csík Mónika, Nagymosás után. Friss női hangok a vajdasági magyar irodalombat, „Kortárs Online”, 2014/9.
- Saródi Szilvia, „Itt még csak vendég sem vagyok”, „Science Caffe”, 6 października 2013.
- Fekete József, Perifériáról betekintő, „Székelyföld”, styczeń 2013.
- Vass Norbert, Tisztítóvíz – A Duna utca című kötetről, „Irodalmi Jelen Online”, 21 listopada 2011.

## Wywiady
- Dobrotka Katinka, „Nekem máshol húzódik a normalitás” – interjú Terék Anna iskolapszichológussal, „Mindset”, 10 września 2017.
- Göblös Nikoletta, A pszichológus-költő, akit divat lett szavalni, „Press”, 20 maja 2014.
- Saródi Szilvia, Kifolyik minden, „Science Caffe”, 6 października 2013.
- Molnár H. Magor, Bulik és botlások valahol útközben, „Tiszatáj Online”, 14 maja 2012.